# 金田一氏
金田一氏（きんだいちし）は、日本の氏族の一つ。

## 出自
『系胤譜考』では南部支族四戸氏の分流に属する。武田彦三郎が天正19年（1591年）の九戸政実の乱の後に、南部信直より二戸郡金田一を領地に賜り、在所をとって氏とした。と、通説となっているが、「奥南旧指録」には平館氏、長牛氏らと同様、一戸氏庶流と記載されている。
また、それ以前より金田一村を領して金田一氏を称する家系もあり、早くから三戸南部氏直属の家臣となっていたらしく、「南部根元記」には、九戸政実の乱に際して、南部信直の陣には、金田一下総、同右馬之介、切田小太郎などの名が見られる。

## 系譜
```
　四戸氏支族　絞旧割菱
　　　　　　　 南部宗朝
　　　　　　　　　　： 
　　　　　　　　　　： 
　　　　　　　 武田彦三郎
　　　　　　　　　　┃
　　　　　　　 
金田一
駿河
　　　　　　　　　　┣━━━━━┳━━━━━━━┳━━━━━┓
　　　　　　　 　　　駿河　　　　義孚　　　　　　市助　　　　忠次郎
　　　　　　　　　　┃　　　　　┃　　　　　　　┃　　　　　┣━━━━━━━┳━━━┓
　　　　　　　 　　　玄言　　　　忠玄　　　　　　義尚　　　　言政　　　　　　吉次　　義秀
　　　　　　　　　　┃　　　　　┃　　　　　　　┃　　　　　┃
　　　　　　　 　　　与三郎　　　玄倚　　　　　　義綱　　　　吉氏
　　　　　　　　　　　　　　　　┣━━━┓　　　┃　　　　　┣━━━┓
　　　　　　　　　 　　　　　　　殊高　　義祐　　義治　　　　吉久　　吉豊
　　　　　　　　　　　┏━━━━┫　　　　　　　┃　　　　　┃
　　　　　　　　　 　　義房　　　義武　　　　　　義路　　　　吉定
　　　　　　　　　　　　　　　　┃　　　　　　　┃
　　　　　　　　　 　　　　　　　忠弥　　　　　　義休　　　　
　　　　　　　　　　　　　　　　┃　　　　　　　┃
　　　　　　　　　 　　　　　　　良左衛門　　　　義辰
　　　　　　　　　　　　　　　　┃
```

また、岩手郡仁王村四ツ家町（現：盛岡市本町通二丁目）に、屋号を「大豆屋」とする和薬問屋の金田一家がある。家伝によれば、姓は出自の金田一村（二戸市）によるものといい、元禄年間より検断を務めた。
- 金田一勝定：実業家、和算家。
  - 金田一国士：実業家。
- 金田一京助：言語学者、アイヌ語学者。
  - 金田一春彦：京助の子で、国語学者。
    - 金田一真澄：春彦の子、外国語学者。慶應義塾大学教授
    - 金田一秀穂：春彦の子、真澄の弟で、日本語教師。杏林大学教授